# Abbaye du Saulchoir
L'abbaye du Saulchoir est un monastère ayant existé entre 1233 et [797.
Il s'agissait d'une abbaye de moniales cisterciennes fondée en un lieu nommé Barbanisart, puis transférée cinq ans et demi plus tard en un autre lieu nommé Saulchoir, en fait à Kain, au nord de la ville de Tournai, en Belgique, dans la province de Hainaut.
Juridiquement, cette abbaye dépendait de l'abbaye de Citeaux. Elle ne fut jamais très prospère et fut même souvent endettée. Elle disparut à la suite des troubles de la période révolutionnaire. Les quelques moniales ont été expulsées et les bâtiments vendus comme biens nationaux.
Des pères dominicains français en exil ont occupé les lieux de 1904 à [1939 et en ont fait leur maison de formation théologique.

## Histoire

### Origine de la communauté religieuse
L'obituaire de l'abbaye prend un soin particulier à faire mémoire des généreux fondateurs, et donnent ainsi, à proximité du Melles, le récit des origines de l'abbaye : « L'an du Verbe Incarné 1233, fut fondé le monastère du Sart en un lieu nomme Barbarnisart des biens de Jean, dit Aletack, bourgeois de Tournay, et d'Agnès son épouse, lesquels pour former dans les bonne mœurs à la vie religieuse, selon la règle de Saint Benoît et la discipline de Cîteaux, les personnes qui à l'avenir voudront se consacrer à Dieu, choisirent treize religieuses au monastère de Braille et les amenèrent au jour de la Circoncision de Notre-Seigneur au dit lieu Barbarnisart. Les dits Jean et Agnès disposant d'une partie de leurs biens qui Dieu leur avait donnes, concédèrent à perpétuité au nouveau monastère, en terre manse et revenus la valeur de plus de deux cents livres tournois, sans que leurs héritiers puissent s'opposer à ces libéralités. 

### Implantation de l'abbaye et positionnement juridique
La communauté demeura en ce lieu (Barbarnisart) environ cinq ans et demi, après quoi elle fut transférée le jour de la Nativité de la Sainte Vierge Marie l'an de Notre-Seigneur 1238 en un autre lieu appelé Saulchoir et l'église fut consacrée sous le vocable de Notre-Dame du Sart ». 
Guillaume IV de Montaigu, abbé de Cîteaux décide de la position juridique de l'abbaye : elle sera maison-fille de Braille, dans le diocèse d'Arras (qui devra donc fournir des religieuses) mais juridiquement, elle dépendra directement de l'abbaye de Cîteaux dont l'abbé fera la visite canonique prescrite par la Charte de Charité cistercienne.

### Pauvreté de l'abbaye
Par choix de vie pauvre ou destin, l'abbaye du Saulchoir ne fut jamais très prospère. Durant les cinq siècles et demi de son histoire elle connaît la pénurie et est souvent endettée. Lors du siège de Tournai (en), en 1708, le duc Louis de Bourgogne loge au Saulchoir et est ému du sort des religieuses au point d'écrire aux magistrats de Tournai : «Je vous écris cette lettre pour vous faire connaître que la vertu et la régularité des religieuses de Saulchoir m'engagent à leur accorder ma protection. Le séjour que je fais dans leur monastère m'a donné lieu d'apprendre qu'elles sont pauvres. Vous êtes à portée de les aider et de les secourir dans leurs besoins, par des plaisirs que vous pourrez faire. Soyez sûr que j'aurai agréables tous les services que vous leur rendrez ; je ne doute pas que vous ne vous y portiez volontiers par les preuves que j'ai de votre zèle et attachement pour moi. Je suis, camp du Saulchoir, le 13 octobre 1708, votre bon ami, Louis » Le duc leur accorde de plus une pension de 200 florins.

### Décadence et suppression
L'administration temporelle est mal gérée. La situation empire, et l'abbaye est si endettée que, en 1754, le gouvernement y envoie des commissaires-inspecteurs. Leur rapport est édifiant : « Tout annonce la pauvreté dans la maison, qui a l'air d'une prison plutôt que d'un couvent ». Le dortoir est délabré. Les bâtiments sont en très mauvais état et menacent ruine. Le cloître n'est debout que soutenu par des étançons, etc. 
À la fin du XVIIIe siècle, les mesures tracassières de Joseph II, très opposé à la vie religieuse inutile (c'est-à-dire contemplative) aggravent la situation. Pour se faire quelques revenus les moniales louent leur refuge urbain, à Tournai, à des personnes âgées qui y prennent pension.
L'arrivée des révolutionnaires français met fin à une lente agonie. En 1797, les quelques moniales qui vivent encore au Saulchoir sont expulsées avec Dame Amélie Hervier, dernière abbesse. Elles sont recueillies dans une ferme voisine. 
Les bâtiments sont vendus comme biens nationaux, et l'ensemble est démantelé et partiellement démoli au long du XIXe siècle. Il subsiste la Fontaine Saint-Bernard, une source aux eaux bienfaisantes qui alimente le Melles, un petit ruisseau se jetant dans l'Escaut à Kain.

### Arrivée des dominicains
En 1905, les pères dominicains français s'exilant de France à la suite de la loi interdisant l'enseignement aux congrégations religieuses, arrivent au Saulchoir. Ils font de l'ancienne abbaye leur maison d'études théologiques, qui gardera le nom de Saulchoir, même après leur retour en France en 1939. « Le Saulchoir » est aussi, en 2020, le nom donné à la bibliothèque des dominicains de Paris.

## Abbesses

### Généralités
Peu est connu de l'histoire de l'abbaye, même si, grâce à l'obituaire, la liste des abbesses successives est connue. Plusieurs sont issues de l'aristocratie. La fille du fondateur Jean (ou Jehan) Aletack, en est la première abbesse. Au XVIe siècle, l'abbesse Quinte de Bruges voit son abbaye détruite par les Gueux, en 1566. La lente reconstruction est menée à bien par celles qui lui succèdent, Anne de Wattripont et Madeleine du Buisson. Près de soixante ans plus tard, en 1628, le nouveau monastère est achevé.
Seule Jeanne Malet de Coupigny semble avoir laissé des traces plus visibles dans l'histoire. Elle commence en 1628 un long abbatiat de trente ans. Pour son jubilé de 50 ans de vie religieuse, en 1645, un triptyque lui est présenté où elle est représentée en orante. Un volet de ce triptyque se trouve aujourd'hui à la cathédrale de Tournai. 

### Liste des abbesses
- ~1584 : Anne de Waudripont [3].